# Jenny, regina della notte
Jenny, regina della notte (Jenny) è un film del 1936 diretto da Marcel Carné, tratto dal romanzo Prison de velours di Pierre Rocher.
Questo film segna l'inizio della collaborazione tra il regista Carné e lo scrittore Jacques Prévert, che qui cominciano a mettere le basi e sperimentare temi e stile dei futuri capolavori del cosiddetto realismo poetico (o fantastico sociale).

## Trama
Jenny è la proprietaria di un locale notturno che dietro la sua facciata nasconde una casa da gioco e di appuntamenti. Non è sola, ha un giovane amante.
Dopo sei anni in Inghilterra arriva la figlia che ignora totalmente la verità sulle attività materne e incontrato casualmente il giovane se ne innamora ricambiata, anche lui infatti non conosce il legame tra le due donne.

## Produzione
Fu l'attrice Françoise Rosay, moglie di Jacques Feyder, a scegliere il soggetto del film per poterne interpretare il personaggio principale.
A Marcel Carné, fino ad allora assistente di Feyder, fu così offerta l'occasione di esordire alla regia di un lungometraggio.

## Distribuzione
La prima del film è avvenuta il 18 settembre 1936 al cinema Madeleine di Parigi.